# Gerhard Michaelis
Gerhard „Gerd“ Michaelis (* 1933; † 27. November 2022 in Dobbertin) war ein deutscher Musiker, Komponist, Musiklehrer und Chorleiter.

## Leben und Werk
Gerd Michaelis absolvierte nach seiner Schulzeit ein Musikstudium am Konservatorium Schwerin. Er war zunächst der Leiter des Brandenstein-Ensembles.
Im Jahr 1967 gründete er den Gerd Michaelis Chor, für den er zahlreiche Lieder komponierte. Der Chor trat bis zum Jahre 1976 auf, war bei Amiga unter Vertrag und trat im Rundfunk der DDR in zahlreichen Sendungen auf. Zu den bekanntesten Produktionen des Ensembles gehören der Song Blau ist die Nacht (1968) und das Weihnachtsalbum Winterzeit – Schöne Zeit (1973). Die Musikformation zerbrach, weil nach dem plötzlichen Tod der Sängerin Beate Barwandt im Januar 1975 kein adäquater Ersatz gefunden wurde und mehrere Bandmitglieder sich dann anderen Projekten widmeten. Im Jahr 1976 zog Michaelis sich aus gesundheitlichen Gründen für einige Zeit aus der Öffentlichkeit zurück.
Im Jahr 1979 gründete Michaelis die Musikgruppe Sound G.M, die aus zwei Männern und zwei Frauen bestand. Gerd Michaelis begleitete im Hintergrund über Jahre hinweg sehr viele Musik-Interpreten, davon auch Hartmut Schulze-Gerlach, die dann durch seine musikalische Förderung in der gesamten DDR bekannt geworden sind. In den 1980er-Jahren leitete Michaelis das Orchester beim jährlich stattfindenden internationalen Schlagerfestival in Dresden.
Gerd Michaelis war verheiratet, hatte eine Tochter und war der Stiefvater des Musikers Dirk Michaelis und des Schauspielers Torsten Michaelis. Er starb am 27. November 2022 im Alter von 89 Jahren in seinem Haus in Dobbertin bei Schwerin.